# Alloporus castaneus
Alloporus castaneus är en mångfotingart som beskrevs av Carl Graf Attems 1928. Alloporus castaneus ingår i släktet Alloporus och familjen Spirostreptidae. Inga underarter finns listade i Catalogue of Life.